# Немезида 4: Ангел смерті
«Немезида 4: Ангел смерті» (англ. Nemesis 4: Death Angel) — американський фантастичний бойовик, режисера Альберта Пьюна. Фільм знімався тільки для відео.

## Сюжет
2080 рік. Осівши після всіх своїх пригод у вимираючому східноєвропейському містечку, Алекс починає займатися полюванням за бандитами і опинившимися поза законом кіборгами. Але коли вона помилково усуває не того хлопця, за її голову призначається нагорода, і Алекс швидко перетворюється з мисливиці в жертву.

## У ролях
- Бланка Копікова — жінка в чорному
- Ендрю Дівофф — Бернардо
- Міхал Гучик — священик
- Ніколас Гест — Ерл Тайфун
- Андрей Лехота  — головоріз
- Хракко Павол — головоріз
- Саймон Поланд — Джонні Імпакт
- Сью Прайс — Алекс Сінклер
- Джуро Расла — Карлос молодший
- Норберт Вайссер — Токуда